# النهضة (مادبا)
النهضة منطقة سكنية تقع في لواء ذيبان، محافظة مادبا في الأردن. تنتمي المنطقة لقضاء ذيبان الذي يضم 21 منطقة. يقدر عدد سكانها بـ 55 نسمة حسب إحصاء 2015.

## الوصلات الخارجية
- دائرة الاحصاءات العامة